# Trolejbusová doprava v Opavě

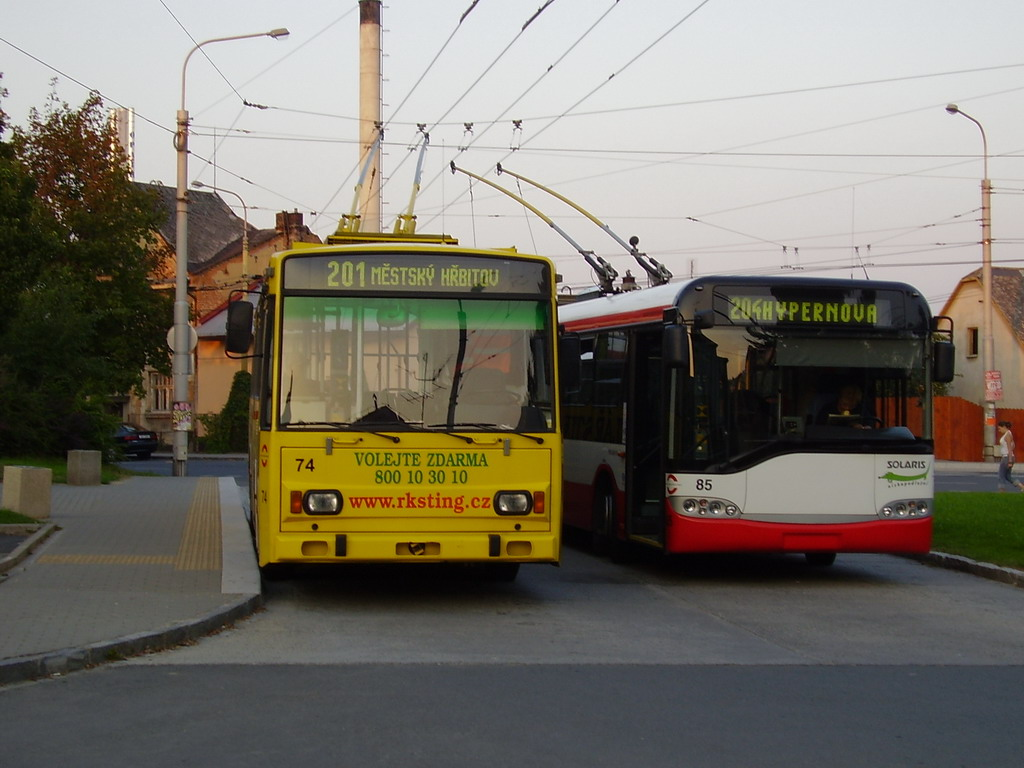
Opavské trolejbusy Škoda 14TrM (vlevo) a Solaris Trollino 12 AC

Opava, město na severovýchodě České republiky, ve Slezsku, provozuje prostřednictvím Městského dopravního podniku Opava trolejbusovou síť.

## Historie

### Zahájení provozu
Nejdříve jezdily v Opavě tramvaje. Roku 1950 však bylo rozhodnuto, že budou nahrazeny právě trolejbusy. Ještě v témže roce se začalo s výstavbou nové sítě – první úsek, který vedl od Stadionu kolem Východního nádraží přes centrum k nemocnici byl zprovozněn 24. srpna 1952. Vedení trati v centru bylo poměrně komplikované. Hlavním důvodem pro toto řešení bylo, aby se nově vzniklá trolejbusová trať křížovala s ještě existujícími tratěmi tramvajovými co nejméně. Tramvajový provoz v Opavě zanikl v roce 1956.
Ještě v roce 1952 se započalo se stavbou další trati, která byla zprovozněna roku následujícího. Šlo o úsek mezi Horním náměstím (kde se odpojovala od první tratě) a strojírenským podnikem Ostroj. V roce 1953 pak byla otevřena ještě jedna trať. Ta navázala na manipulační úsek mezi náměstím Republiky a trolejbusovou vozovnou a pokračovala dále do Jaktaře. Další trať nahradila poslední tramvajovou linku do Kateřinek v roce 1957. Na druhé straně města zároveň došlo ke krátkému prodloužení od nemocnice na konečnou Vítkovská.

### Období rekonstrukcí
V polovině 60. let bylo změněno složité vedení trolejbusů v centru města; dříve jednostopé tratě byly přebudovány na obousměrné. V roce 1970 bylo postaveno krátké odbočení od nemocnice k městskému hřbitovu. V polovině 70. let došlo k rekonstrukci Olomoucké ulice, ve stejném období byly prováděny úpravy křižovatky Praskova – Komenského. Na konci 70. let pak byla dočasně zastavena trolejbusová doprava do Kateřinek z důvodu rozsáhlých demolic staré zástavby. Zároveň byla také rekonstruována Krnovská ulice, takže ani do Jaktaře trolejbusy nejezdily. Toto období rekonstrukcí a s tím souvisejících výluk trolejbusové dopravy skončilo v roce 1982.

### Současnost

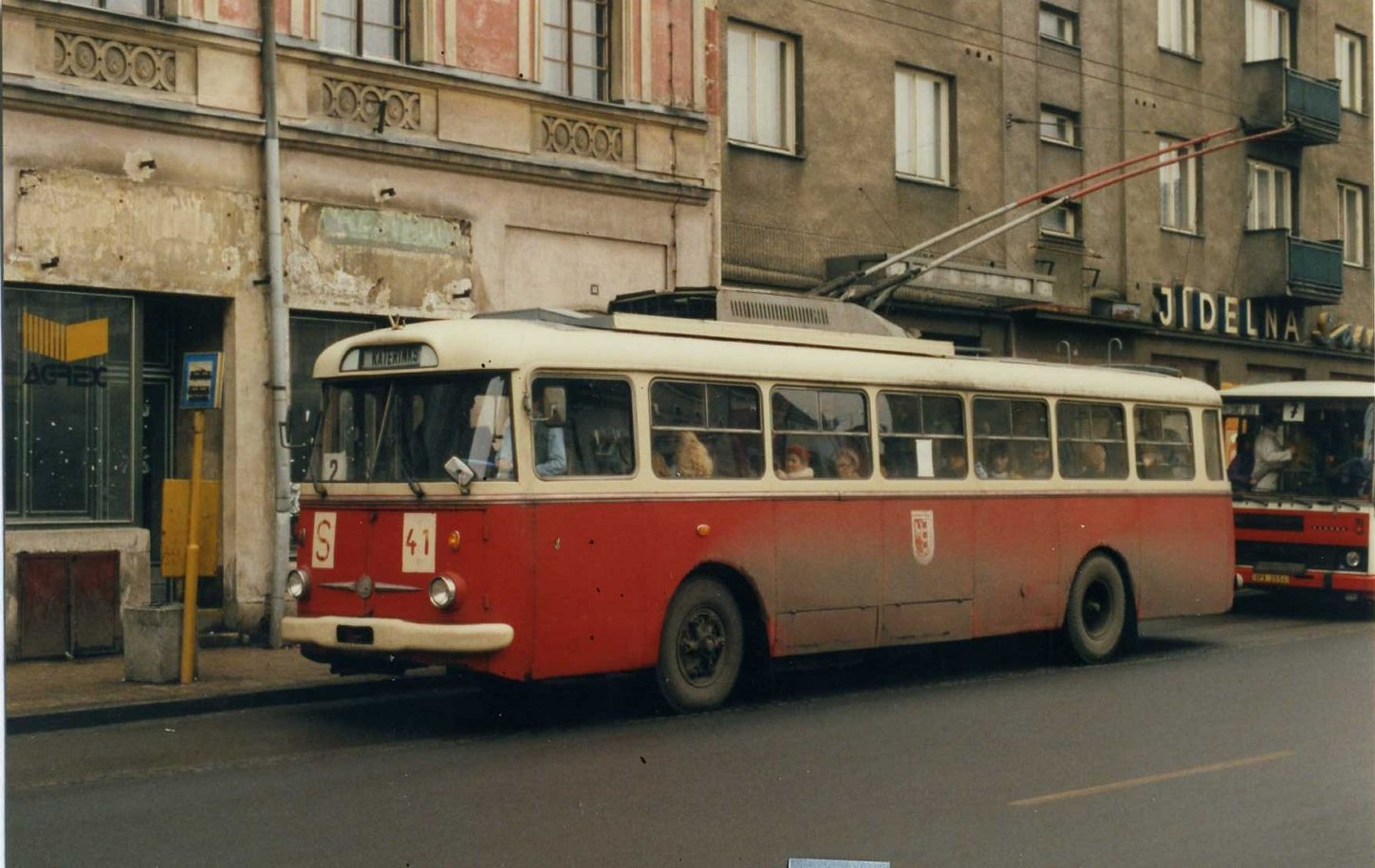
Opavská Škoda 9Tr v roce 1992

V roce 1985 se trolejbusová síť rozrostla o nový úsek na dnešní konečnou Bílovecká (prodloužení od Stadionu). Plánována byla i výstavba nové vozovny v Kylešovicích, která měla nahradit vozovnu v Krnovské ulici zděděnou po tramvajích. Stavba nové vozovny však byla v roce 1994 zastavena. Dostavěna pak byla až v roce 2002. Poslední nové úseky trolejbusových tratí byly otevřeny v souvislosti s novými obchodními centry (Hypernova a Globus) v letech 2000 a 2001, šlo ale jen o malá prodloužení. V prosinci 2012 byla dokončena rekonstrukce ulic Jánské a Bílovecké, kdy došlo k výměně trolejového vedení a zároveň ke zrychlení průjezdu těmito ulicemi.
Dne 20. října 2013 došlo v odpoledních hodinách došlo v hale trolejbusové vozovny k požáru, při kterém bylo zničeno sedm trolejbusů a další vozy byly poškozeny žárem. Požár vznikl pravděpodobně kvůli technické závadě jednoho z odstavených vozidel. Škody na vozech a hale vozovny byly předběžně odhadnuty na 48 milionů korun, podle radnice se jedná o částku až dvojnásobnou. V důsledku poškození vozidel byl přerušen provoz na linkách 202, 205 a 210, na provoz spojů na dalších linkách si dopravní podnik půjčil tři autobusy od společnosti TQM a pět autobusů Dopravního podniku Ostrava.
K 1. březnu 2022 došlo k celkové optimalizaci linkového vedení trolejbusů. Počet 11 linek (č. 201–210 a 221) byl zredukován na čtyři s čísly 201–204 se zachováním obsluhy všech stávajících úseků.

## Linkové vedení
Stav linkového vedení k 1. lednu 2024.
| Linka č. | Směr                                            | Zastávky |
| -------- | ----------------------------------------------- | --- |
| 201      | Kylešovice, Bílovecká – Městský hřbitov         | Kylešovice, Bílovecká – Kylešovice, Vaníčkova – Stadion – Východní nádraží – Praskova – Dolní náměstí – Divadlo – U soudu – Horovo náměstí – Nemocnice – Purkyňova (pouze zpět) – Zemědělská technická škola – Městský hřbitov |
| 202      | Albert hypermarket – Kateřinky – (Malé Hoštice) | Albert hypermarket – Psychiatrická léčebna (pouze zpět) – Purkyňova (pouze tam) – Nemocnice – Horovo náměstí – U soudu – Divadlo – Dolní náměstí – Holasická – Ratibořská – Švédská kaple – Kateřinky – (Malé Hoštice, rest.a) – (Malé Hošticea) |
| 203      | Globus – Jaktař                                 | Globus – Papírny (pouze zpět) – Ostroj – Jatky – Těšínská – Anenská – Zimní stadion – Dolní náměstí – Divadlo – SME – Stará silnice – Šeděnkova – Jaktař, u Jaktarky – Jaktař |
| 204      | Kylešovice, škola – Englišova                   | Kylešovice, školaa – Kylešovice, Hlavnía – Kylešovice, Bílovecká – Kylešovice, Vaníčkova – Stadion – Východní nádraží – Praskova – Holasická – Ratibořská – Vrchnía – U Cukrovarua – Pekařskáa – Divadlo – U soudu – Horovo náměstí – Nemocnice (pouze tam) – Psychiatrická léčebna (pouze tam) – Albert hypermarket (pouze tam) – Zemědělská technická škola (pouze tam) – Dostojevského (pouze zpět) - Englišova |

Poznámky: Indexem a jsou označeny zastávky na trati parciálního trolejbusu.

## Neuskutečněné realizace trolejbusových tratí

### Bílovecká – Kylešovice, škola
Trolejbusová smyčka v Kylešovicích (zastávka Bílovecká) byla roku 1985 vystavěna pouze jako provizorní, uvažovalo se o prodloužení na novou konečnou Kylešovice, škola.[zdroj?] V současnosti[kdy?] je na linku č. 204, která spojuje konečnou Bílovecká a zastávku Kylešovice škola, vypravován trolejbus na parciální pohon.[zdroj?]

### Centrum – Kateřinky-západ
Další plánovanou tratí byla trať na konečnou Kateřinky-západ. Zde byly dokonce roku 1992 při rekonstrukci ulice Vrchní vztyčeny sloupy trakčního vedení v oblasti celé plánované konečné. Trolejbusová trať měla vést po celé ulici Pekařské a na jejím konci v Kateřinkách měla trať odbočovat na ulici Vrchní, kde se jedna stopa měla odpojovat na Rolnickou. Zde byla umístěna dříve autobusová konečná Kateřinky-západ a odtud měla dále trať pokračovat jednostopě přes ulici Hilovu zpět na Vrchní.[zdroj?]
Dnes[kdy?] na ulici Vrchní (stejně jako na konečnou Kylešovice škola) jezdí linka 204, kde její provoz zajišťují trolejbusy s pomocným dieselagregátem. Autobusová konečná na ulici Rolnická, Kateřinky-západ, zanikla roku 2001.[zdroj?]

### Opava – Branka u Opavy – Hradec nad Moravicí
Uvažovalo se rovněž o výstavbě trolejbusové trati do města Hradec nad Moravicí. Linka měla začínat na dnes již zrušené smyčce Stadion. Od Stadionu měla celá trať mít něco málo přes 11 km, z toho asi 1 km po trati, která již existovala a která existuje i dodnes. Celkově měla vést trať takto: Stadion – Východní nádraží – Nádražní okruh – silnice I/57 – Branka u Opavy - Hradec nad Moravicí. Konečná v Hradci nad Moravicí se měla nacházet v městské části Kajlovec.[zdroj?]
Na konečné v Kajlovci se měla nacházet měnírna pro napájení tratě. Trolejové vedení mělo být kompenzované s řetězovým zavěšením (tento způsob zavěšení můžeme vidět například na trolejbusové trati z Českých Budějovic do blízké obce Borek). Na lince měly být nasazovány vozy Škoda 15Tr.[zdroj?]
Celý projekt byl vypracován roku 1990 a počítalo se zahájením provozu roku 1996. Podmínkou pro zahájení provozu bylo zrušení železniční tratě Opava východ – Hradec nad Moravicí. Projekt se nepovedlo uskutečnit jak z důvodu finančního, tak i z důvodu tehdy nedostatečného technického zázemí pro depování a údržbu vozidel.[zdroj?]

## Vozový park
Trolejbusový provoz v Opavě zahajovaly dvounápravové vozy Škoda 7Tr, který bylo postupně dodáno celkem 12 (+ 4 ojeté z Mariánských Lázní). Následovaly je vzhledově stejné trolejbusy Škoda 8Tr (5 vozů). Mezi lety 1963 a 1981 byly dodávány legendární vozy Škoda 9Tr (celkem 27 kusů). Od roku 1982 pak v Opavě jezdily trolejbusy Škoda 14Tr (od roku 1995 ve zmodernizované verzi Škoda 14TrM).
První nízkopodlažní trolejbus byl do Opavy dodán v roce 2001. Šlo o vůz Škoda 21Tr, který zde ale zůstal jediný svého typu. Od roku 2003 byl vozový park obnovován nízkopodlažními vozy Solaris Trollino 12. V roce 2006 byly zakoupeny první trolejbusy Trollino s pomocným dieselagregátem. Naftový pohon se používá na několika úsecích, které nejsou zatrolejované (např. ke škole v Kylešovicích). Celkem bylo do roku 2007 dodáno 16 vozů Solaris Trollino 12 v různých provedeních. [zdroj?]
V roce 2010 se v opavských ulicích začaly objevovat nízkopodlažní trolejbusy Škoda 26Tr, které nahradily již zastaralé vozy 14Tr. V provozu zůstala[kdy?] již jen modernější verze 14TrM a také jeden trolejbus Škoda 14Tr (č, 58) byl zachován jako budoucí historický vůz. V roce 2010 bylo dodáno celkem šest vozů 26Tr, dva z nich jsou vybaveny dieselagregátem. V roce 2014 bylo slavnostně předáno dalších 5 nových vozů a v roce 2015 ještě další dva.[zdroj?]
Při požáru haly vozovny dne 20. října 2013 bylo zcela zničeno sedm trolejbusů (dva vozy Škoda 14TrM ev. č. 77 a 81, roky výroby 1996–1997, dva vozy Solaris Trollino 12 AC s pomocným dieselagregátem ev. č. 96 a 98, rok výroby 2006, a tři vozy Solaris Trollino 12 AC ev. č. 89, 90 a 99, roky výroby 2005–2006). Dalších devět trolejbusů, které byly poškozeny žárem a kouřem, bylo opraveno a po revizi Drážním úřadem vráceno zpět do provozu. Dne 30. srpna 2014 dopravní podnik uvedl do provozu pět nových trolejbusů Škoda 26Tr, které nahradily část zničených vozidel. Deset měsíců po požáru vozovny čítal vozový park celkem 32 provozuschopných trolejbusů, počátkem roku 2015 po dodání zbývajících dvou se vrátil na počet 34, tedy stav před požárem.[zdroj?]
V listopadu 2018 byl v Opavě ukončen provoz posledních trolejbusů 14Tr, které byly nahrazeny nově dodanými vozy Škoda 32Tr. Dodávky nových trolejbusů se opozdily, a tak jezdily vozy Škoda 14TrM a vůz Škoda 21Tr do ledna 2019. Na jaře 2019 byl z provozu odstaven i prototyp trolejbusu Solaris Trollino 12 DC. Na konci roku 2020 byly odstaveny všechny vozy Solaris Trollino 12 AC II. generace a jeden vůz III. generace, který byl následně odprodán soukromé osobě do Brna na kampaň „Trolejbusem kolem světa“, jež se ale následně neuskutečnila. V srpnu 2023 byly dodány tři vozy Škoda 36Tr. Díky soutěži se jednalo o nejlevněji zakoupené trolejbusy na českém trhu od roku 2004, cena činila 8,49 milionu korun za kus.
V květnu 2024 se trolejbusový vozový park skládal z 31 provozních trolejbusů pro osobní dopravu a jednoho služebního/historického vozu Škoda 14Tr.
| Obrázek             | Typ                 | Modifikace a podtypy   | Počet (k 28. 5. 2024) | Poznámky                                |
| ------------------- | ------------------- | ---------------------- | --------------------- | --------------------------------------- |
| Solaris Trollino 12 | Solaris Trollino 12 | Solaris Trollino 12 AC | 1                     | s pomocným dieselagregátem              |
| Škoda 26Tr          | Škoda 26Tr          | Škoda 26Tr             | 12                    | z toho 2 s pomocným dieselagregátem     |
| Škoda 32Tr          | Škoda 32Tr          | Škoda 32Tr             | 15                    | z toho 10 s pomocným bateriovým pohonem |
| Škoda 36Tr          | Škoda 36Tr          | Škoda 36Tr             | 3                     |                                         |

## Vozovny
- Vozovna Kylešovice
- Vozovna v Krnovské ulici (původně tramvajová, nyní již zrušená a prodaná)